# Hunter Lawrence
Hunter Lawrence   (Maleny, 1 d'agost de 1999) és un pilot professional de motocròs australià que competeix als Campionats AMA des del 2019. El 2023 en va guanyar dos títols en la cilindrada dels 250cc: el de motocròs i el de supercross. Del 2017 al 2018, abans de centrar-se en els campionats AMA, havia competit al campionat del món. El seu germà petit, Jett, és també un reeixit pilot professional de motocròs.

## Palmarès
A 1 de desembre de 2024

### Títols per any
| Any  | Equip | Campionat      | Classe       |
| ---- | ----- | -------------- | ------------ |
| 2023 | Honda | AMA Supercross | 250cc (East) |
| 2023 | Honda | AMA Motocross  | 250cc        |
| 2024 | Honda | MXoN           | -            |

### Resum
- 1 Campionat AMA de motocròs 250cc
- 1 Campionat AMA de supercross 250cc
- 1 victòria al MXoN

### Resultats per any als campionats AMA
(Llegenda)
| Any Campionat | Rda 1 | Rda 2 | Rda 3 | Rda 4 | Rda 5 | Rda 6 | Rda 7 | Rda 8 | Rda 9 | Rda 10 | Rda 11 | Rda 12 | Rda 13 | Rda 14 | Rda 15 | Rda 16 | Rda 17 | Posició mitjana | % Podis | Posició |
| ------------- | ----- | ----- | ----- | ----- | ----- | ----- | ----- | ----- | ----- | ------ | ------ | ------ | ------ | ------ | ------ | ------ | ------ | --------------- | ------- | ------- |
| 2021 250 SX-W | -     | -     | -     | -     | -     | -     | -     | 5     | 6     | 2      | 1      | 5      | 7      | 2      | 4      | -      | 3      | 3,88            | 44%     | 2n      |
| 2021 250 MX   | 6     | 3     | 8     | 4     | 1     | 5     | 7     | 6     | 4     | 9      | 5      | 6      | -      | -      | -      | -      | -      | 5,33            | 17%     | 3r      |
| 2022 250 SX-W | 3     | 2     | 2     | 3     | 1     | 18    | -     | -     | -     | -      | -      | 1      | -      | 1      | -      | 1      | 2      | 3,44            | 90%     | 2n      |
| 2022 250 MX   | 2     | 3     | 2     | 2     | 2     | 7     | 3     | 3     | 3     | 8      | 3      | 4      | -      | -      | -      | -      | -      | 3,50            | 75%     | 3r      |
| 2023 250 SX-E | -     | -     | -     | -     | 1     | 1     | 3     | 1     | 1     | 1      | -      | -      | 1      | 3      | 1      | -      | 6      | 1,90            | 90%     | 1r      |
| 2023 250 MX   | 1     | 1     | 1     | 1     | 9     | 13    | 1     | 3     | 1     | 1      | 5      | -      | -      | -      | -      | -      | -      | 3,36            | 73%     | 1r      |
| 2024 450 SX   | DNQ   | 10    | 7     | 11    | 8     | 5     | 5     | DNF   | OUT   | 11     | 7      | 3      | 7      | 7      | 7      | 2      | 15     | 7,50            | 14%     | 9è      |
| 2024 450 MX   | 2     | 2     | 2     | 3     | 3     | 3     | 2     | 4     | 2     | 2      | 4      | -      | -      | -      | -      | -      | -      | 2,73            | 82%     | 2n      |